# ککوله (دهانه)
ککوله یک دهانه برخوردی در ماه‌ است.